# Štětconoš trnkový
Štětconoš trnkový (Orgyia antiqua, Linné 1758) je nenápadný noční motýl z čeledi bekyňovitých, u kterého se projevuje výrazný pohlavní dimorfismus mezi samečkem a samičkou. Sameček mívá rozpětí křídel až 3 cm, naproti tomu samička má křídla zakrnělá a není schopná letu. Obývá převážně palearktickou oblast, tedy oblasti lesů a lesostepí mírného pásu, nevyskytuje se jen v nejteplejších oblastech. Původně se jednalo o druh, který byl rozšířen v Evropě, ale později byl jako invazivní druh zavlečen do dalších částí světa a nyní se nachází jak v Africe, Asii, tak i v Severní Americe. Někdy bývá řazen mezi škůdce rostlin, na které se aplikuje buď ruční sběr housenek či insekticidy.
Ihned po vykuklení se motýli párují, načež dochází k oplodnění samičky neschopné letu. Ta krátce po oplodnění naklade vajíčka a umírá. V přírodě jsou proto častěji pozorovatelné housenky štětconoše trnkového než dospělí jedinci. Housenky mají výrazný vzhled, na jejich těle se nacházejí čtyři velké žluté shluky dlouhých chlupů a mnoho menších červených skvrn, což má varovat případné predátory, že housenky nejsou vhodné ke konzumaci.

## Taxonomie
Linné popsal tento druh v roce 1758 jako Orgyia antiqua, načež Giovanni Antonio Scopoli v roce 1763 použil pro druh název gonostigma.

## Popis

### Vajíčko

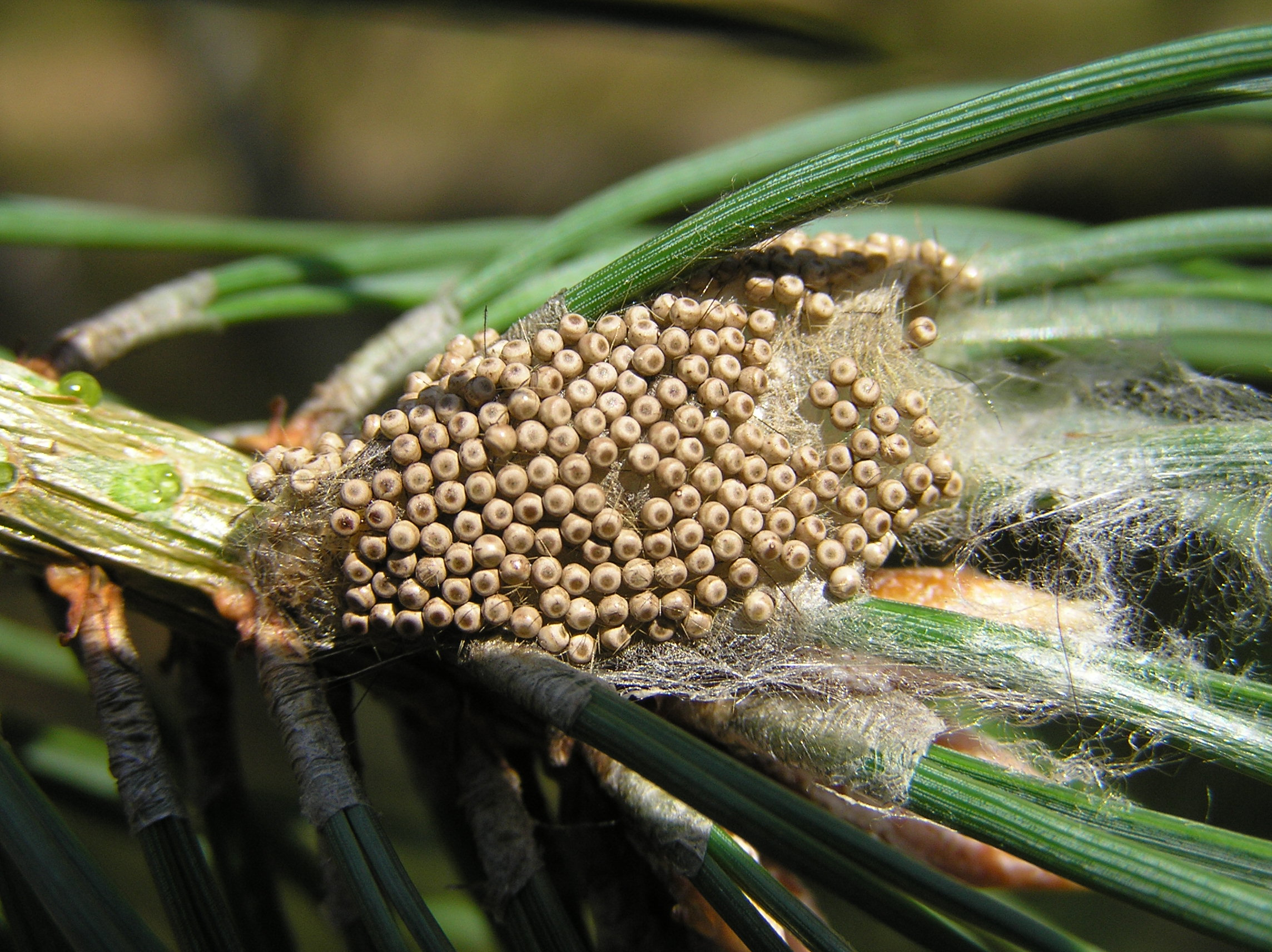
Shluk vajíček štětconoše

Samička po oplodnění naklade většinou 200 až 400 malých, hladkých vajíček polokulovitého tvaru s bělavě okrovou barvou. Vajíčka mají tmavý střed okolo mikropylárního otvoru a tmavší obvodový prstenec.

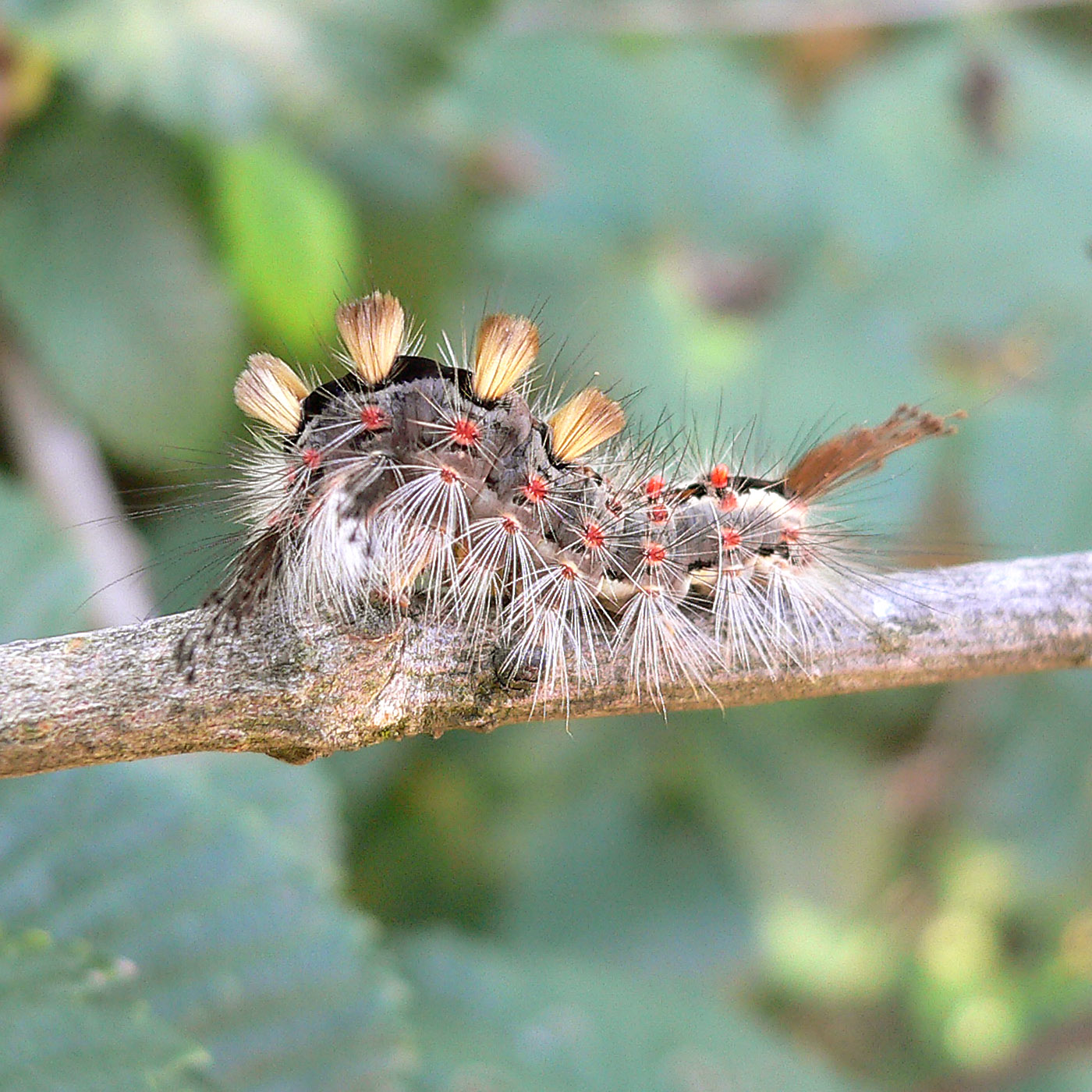
Housenka motýla

### Housenka
Malé šedočerné housenky štětconoše se líhnou po přibližně 14 dnech a v době vylíhnutí jsou silně chlupaté. Než stihnou housenky vyrůst, často je po okolí roznáší vítr z místa vylíhnutí, čímž zvětšují areál svého rozšíření a potenciálně možnost získat potravu. Později dochází ke změně zbarvení na šedohnědé s dlouhým ochlupením. Na hřbetě mezi 4. až 7. článkem se vyskytují čtyři kartáčky zakončené žlutými chloupky, které umožňují snadnou identifikaci druhu. Vyjma žlutých chlupů má housenka štětconoše černá tykadla a přes záda se jí táhne černý pruh narušený již zmiňovanými žlutými chlupy. Tělo je vyjma černých a žlutých barev poseto také červenými skvrnami. Toto zbarvení slouží k varování případných predátorů o tom, že jedinci nejsou pro ně chutnou potravou.
Housenky se živí listím listnatých stromů, jejich výskyt vrcholí mezi květnem až zářím. V posledním instaru dorůstají housenky velikosti okolo 3 cm v případě samce, pokud z housenky vznikne samička, je její velikost okolo 4,5 cm. S housenkami je možné se setkat i v suburbanistických oblastech jako jsou parky či zahrady.

### Kukla

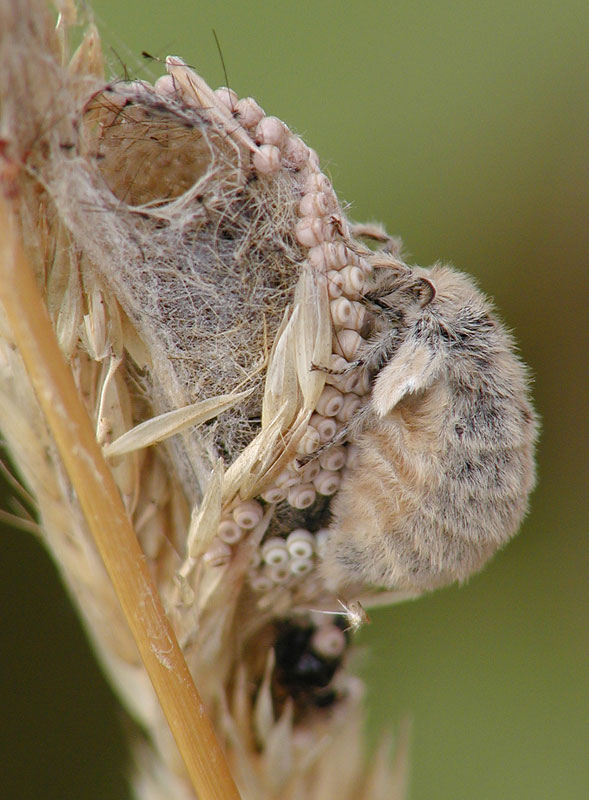
Samička klade vajíčka na zámotek kukly

Housenka se později zakuklí do žlutohnědého zámotku, který vytváří z vlákna a vlastních chlupů. Obvykle se kuklí v puklinách a škvírách kůry stromů, dále pak mezi větvičkami živých rostlin či v klestí. Vzniklá kukla je nejčastěji leskle tmavohnědá s řídkým, žlutým ochlupením.
Dospělý motýl se líhne z kukly obvykle v červnu, létá do července. V některých případech, kdy je vhodné počasí a povětrnostní podmínky, se taktéž rodí i druhá generace na konci srpna a začátku září.

### Dospělec
Jak již bylo zmíněno v úvodu, pro štětconoše trnkového je charakteristický pohlavní dimorfismus mezi samičkou a samečkem. Sameček je oproti samičce štíhlý, menší motýlek, dorůstající velikosti okolo 25 až 30 mm s délkou předních křídel mezi 11 až 15 mm a rozpětím až 3 cm. Povrch křídel má skořicově hnědou barvu a je protkaný klikatými, málo ostrými příčkami. V oblasti zadního rohu předních křídel je nápadným znakem bílá skvrna půlměsícového tvaru. Oproti tomu zadní křídla mají barvu oranžově hnědou. Na hlavě mají samci pár tykadel se silně hřebenovitým tvarem. Sameček je obvykle aktivní jak ve dne, tak i v noci.
Naproti tomu samičky jsou zavalitější, dorůstající délky 18 až 22 mm. Křídla jsou u samiček zakrnělá a mají podobu malých pahýlů žlutošedé barvy. Tělo samičky je šedavé, zcela pokryté krátkými chloupky. Tykadla jsou slabě pilovitá. To, že samičky nejsou vybaveny křídly, je z důvodu jejich ochrany před predátory, jelikož samička je takto méně nápadná.

## Rozšíření
Štetconoš trnkový se vyskytuje v oblasti Evropy, Sibiře, Střední Asie, severní Afriky a Severní Americe. Obývá převážně lesy a lesostepi (oblasti okrajů lesů, živé ploty či křoviny) v celé severní a mírné části mírného pásu vyjma nejteplejších oblastí. V horách je možné ho pozorovat až do výšky okolo 2000 metrů nad mořem. V závislosti na geografické pozici a zdejších klimatických podmínkách se vyskytuje různý počet generací. V horách a v severních oblastech se rodí jen jedna generace motýla, naproti tomu v teplejších částech se vyskytují dvě až tři generace v roce, které lítají od června do konce října.
Nicméně pouze na území Evropy se jedná o původní druh, který byl později zanesen jako invazivní druh na území Asie, Afriky i Severní Ameriky.

## Bionomie
Samec se od samičky neliší pouze vzhledem, ale taktéž chováním. Samec poletuje prudce a často mění směr, takže vzniká klikatý let. Současně je aktivní jak ve dne, tak i v noci. Samička namísto toho není schopna letu, jelikož má zakrnělá křídla. Jelikož samička umírá krátce po nakladení vajíček, je možné ji ve střední Evropě pozorovat jen krátce na jaře po vykuklení. Naproti tomu samečci létají od června do října.

### Rozmnožování

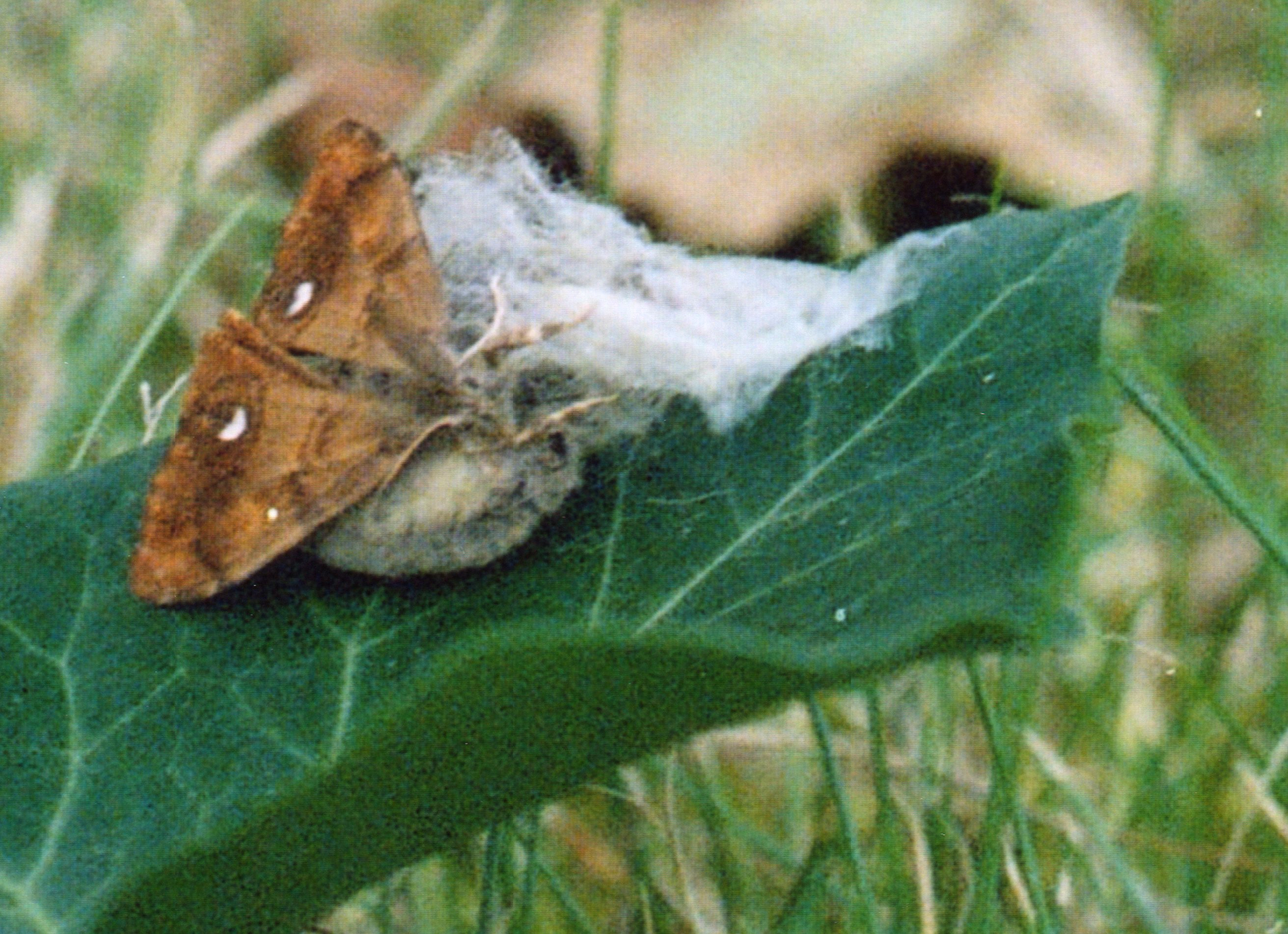
Páření štětconošů

Samička není schopna letu a k jejímu oplodnění dochází krátce po jejím vykuklení, kdy se motýli spárují. Samička začne po vyklubání z kukly vylučovat vůni, kterou sameček využívá k nalezení partnerky. Následná kopulace trvá přibližně půl hodiny. Krátce po oplodnění samička klade vajíčka, kterých bývá v jedné snůšce mezi 200 až 400 kusy. Klade je většinou v blízkosti exuvie kukly, často přímo na zápředek. Po nakladení snůšky vajíček následně samička umírá. Vajíčka poslední generace přezimovávají v hromadné snůšce a na jaře se z nich pak líhne nová generace motýlů.

### Potrava
Štětconoš je polyfágní, co se potravy týče, takže se jeho housenky vyskytují na celé řadě rostlin a stromů, jako jsou opadavé stromy a keře (dub, bříza, vrba, hloh, slivoň, jabloň, ostružiník, tamaryšek, brusnice či dokonce limetka. V případě jehličnatých stromů housenky požírají jak jehličí, tak i kůru na větvích. Z jehličnanů jsou nejvýznamnějším hostitelem štětconoše trnkového dřeviny rodu smrk či jedle.

## Ekologické vztahy

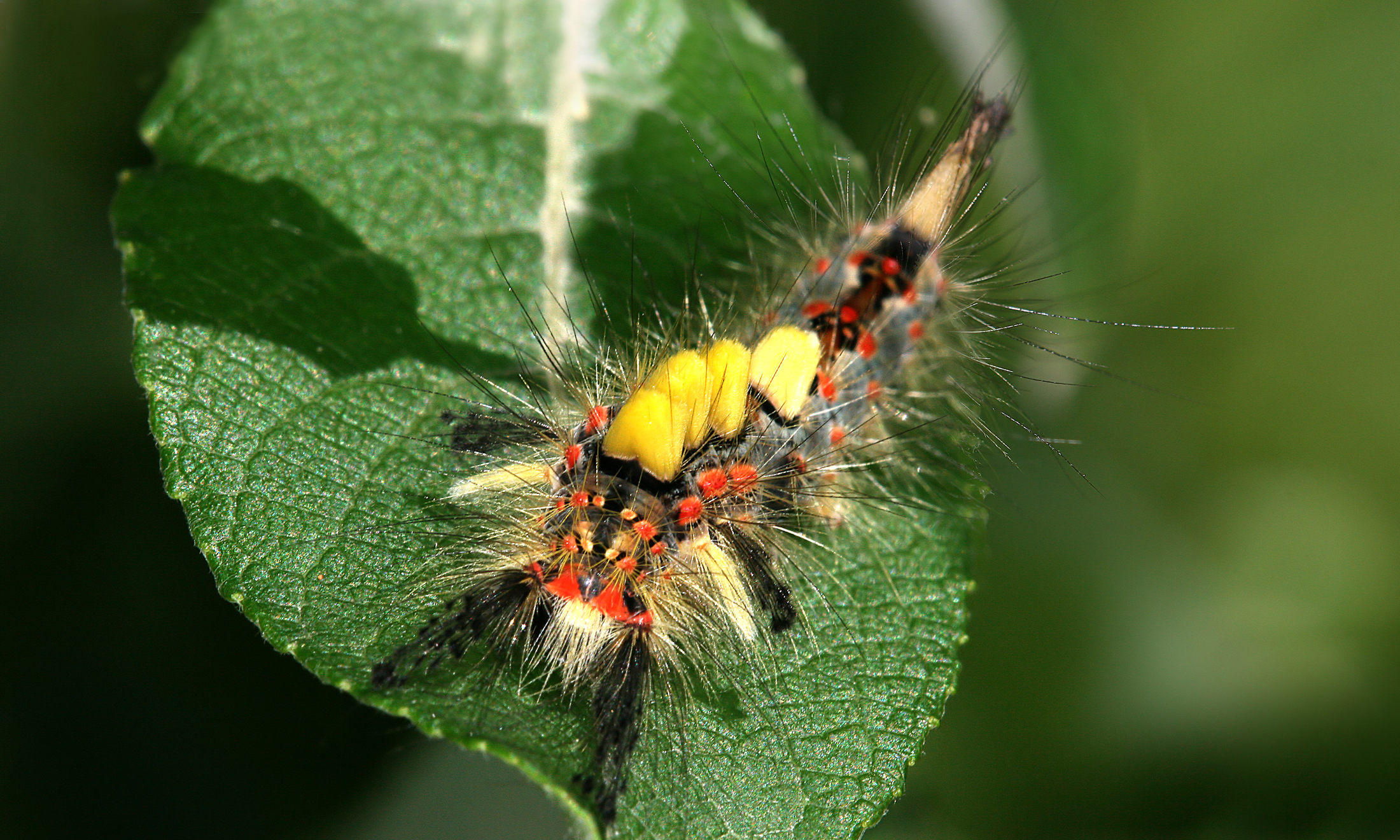
Housenka

### Predátoři
Housenky svým zbarvením dávají případným predátorům najevo, že pro ně nejsou chutnou stravou.

## Hospodářský význam
Housenky poškozují jehlice nebo listy a pupeny. Může dojít k lokálnímu přemnožení. Štětconoš trnkový nicméně nepatří k významným parazitům ovocných dřevin ani jehličnanů.

### Ochrana rostlin
V případě přemnožení housenek se doporučuje provádět buď jejich ruční sběr, případně použít vhodný insekticid. Housenky jsou velmi citlivé na přípravky na bázi Bacillus thuringiensis. Z insekticidů lze využít například FORAY 48 B.